# Wicked Way
Wicked Way is een nummer van de Nederlandse zanger Waylon. Het is de eerste single van zijn bijna gelijknamige debuutalbum Wicked Ways. De single kwam uit op 7 augustus 2009 en bereikte de tiende plaats van de Nederlandse Top 40. Daarnaast was het nummer gedurende één week de Alarmschijf op Radio 538. Nadat het nummer na een aantal weken een aantal plaatsen zakte, steeg het opnieuw tot de elfde plaats in de Nederlandse Top 40. Bij het nummer is ook een videoclip opgenomen die regelmatig vertoond werd op de muziekkanalen TMF en MTV.

## Hitnoteringen

### Nederlandse Top 40
| Hitnotering: 15-08-2009 t/m 24-10-2009 | Hitnotering: 15-08-2009 t/m 24-10-2009 | Hitnotering: 15-08-2009 t/m 24-10-2009 | Hitnotering: 15-08-2009 t/m 24-10-2009 | Hitnotering: 15-08-2009 t/m 24-10-2009 | Hitnotering: 15-08-2009 t/m 24-10-2009 | Hitnotering: 15-08-2009 t/m 24-10-2009 | Hitnotering: 15-08-2009 t/m 24-10-2009 | Hitnotering: 15-08-2009 t/m 24-10-2009 | Hitnotering: 15-08-2009 t/m 24-10-2009 | Hitnotering: 15-08-2009 t/m 24-10-2009 | Hitnotering: 15-08-2009 t/m 24-10-2009 | Hitnotering: 15-08-2009 t/m 24-10-2009 |
| Week:                                  | 1                                      | 2                                      | 3                                      | 4                                      | 5                                      | 6                                      | 7                                      | 8                                      | 9                                      | 10                                     | 11                                     |                                        |
| -------------------------------------- | -------------------------------------- | -------------------------------------- | -------------------------------------- | -------------------------------------- | -------------------------------------- | -------------------------------------- | -------------------------------------- | -------------------------------------- | -------------------------------------- | -------------------------------------- | -------------------------------------- | -------------------------------------- |
| Positie:                               | 36                                     | 12                                     | 10                                     | 10                                     | 18                                     | 16                                     | 13                                     | 11                                     | 12                                     | 22                                     | 36                                     | uit                                    |

### NederlandseSingle Top 100
| Hitnotering: 15-08-2009 t/m 17-10-2009 | Hitnotering: 15-08-2009 t/m 17-10-2009 | Hitnotering: 15-08-2009 t/m 17-10-2009 | Hitnotering: 15-08-2009 t/m 17-10-2009 | Hitnotering: 15-08-2009 t/m 17-10-2009 | Hitnotering: 15-08-2009 t/m 17-10-2009 | Hitnotering: 15-08-2009 t/m 17-10-2009 | Hitnotering: 15-08-2009 t/m 17-10-2009 | Hitnotering: 15-08-2009 t/m 17-10-2009 | Hitnotering: 15-08-2009 t/m 17-10-2009 | Hitnotering: 15-08-2009 t/m 17-10-2009 | Hitnotering: 15-08-2009 t/m 17-10-2009 |
| Week:                                  | 1                                      | 2                                      | 3                                      | 4                                      | 5                                      | 6                                      | 7                                      | 8                                      | 9                                      | 10                                     |                                        |
| -------------------------------------- | -------------------------------------- | -------------------------------------- | -------------------------------------- | -------------------------------------- | -------------------------------------- | -------------------------------------- | -------------------------------------- | -------------------------------------- | -------------------------------------- | -------------------------------------- | -------------------------------------- |
| Positie:                               | 17                                     | 30                                     | 22                                     | 28                                     | 8                                      | 14                                     | 14                                     | 19                                     | 34                                     | 76                                     | uit                                    |

### NPO Radio 2 Top 2000
| Nummer met noteringen in de NPO Radio 2 Top 2000 | '10 | '11 | '12  | '13  | '14  | '15 | '16 | '17  |
| ------------------------------------------------ | --- | --- | ---- | ---- | ---- | --- | --- | ---- |
| Wicked Way                                       | 723 | 831 | 1344 | 1677 | 1439 | -   | 820 | 1420 |

1. ↑  Een '-' betekent dat het nummer niet was genoteerd en een vetgedrukt getal geeft de hoogste notering aan.
2. ↑  2010 was het eerste jaar met een notering voor dit nummer.
3. ↑  Deze tabel is bijgewerkt tot en met de laatste editie (2024).